# 本茨福什市镇
本茨福什市镇（瑞典語：Bengtsfors kommun）是瑞典西部西约塔兰省的一个市镇。其治所位于本茨福什。